# Dreamfall: The Longest Journey
Dreamfall: The Longest Journey es un videojuego de aventura desarrollado por la compañía noruega de videojuegos Funcom para las plataformas Windows y Xbox. El juego salió a la venta el 17 de abril de 2006. 
Dreamfall es la secuela de The Longest Journey que tiene lugar diez años después de los acontecimientos del primer juego. El 1 de marzo de 2007, se anunció la secuela episódica titulado Dreamfall Chapters.

## Historia
Es el año 2219. Todo comienza con Zoë en su casa, dispuesta a empezar un nuevo y aburrido día sin nada más que hacer en todo el día salvo ir al gimnasio. Nuestra protagonista tiene una extraña visión: en su televisor se muestra una extraña imagen en blanco y negro con un castillo al fondo y una niña de aspecto fantasmal (similar a Samara de la película de The Ring o a Alma, del juego F.E.A.R.) que se acerca al primer plano y le dice “Salva a April, sálvala”. Zoë piensa que está alucinando y no le da mayor importancia, pero poco después en la tienda de una amiga la imagen vuelve a aparecer en otra pantalla, y después ocurre lo mismo en el gimnasio mientras Zoë practica artes marciales.
Poco después ella se reúne con su amigo Reza “su ex-novio” en la plaza, donde habían quedado para hablar. Él le pide un favor, que se dirija a un laboratorio genético y le recoja un paquete. Nuestra protagonista llega justo a tiempo para salvar a la doctora con la que tenía que hablar para recoger el paquete. Allí había dos personas que buscaban algo y que querían asesinar a la mujer con la que nuestro amigo nos había mandado hablar para recoger el misterioso paquete. Tras huir de la zona y perder la pista a la doctora no sin que antes nos diera lo que habíamos venido a buscar, nos dirigimos al apartamento de nuestro amigo, en él encontramos una chica muerta y justo en ese preciso instante una unidad de fuerzas especiales de la policía irrumpe en el edificio, en donde nos apresan.
Aquí empieza todo, una aventura que mezclará el mundo de la magia y la tecnología bajo un argumento de conspiraciones y falsas apariencias. Así es el argumento de DreamFall, lo más importante, como en toda aventura que se precie, un gran argumento.

## Audio
La mayoría de la música de Dreamfall fue compuesta por Leon Willett, quien se unió al equipo de producción en el último año de su desarrollo. Willett pasado diez meses escribiendo la partitura, con el mayor desafío que para que sea coherente en el que refleja la multitud de ajustes en el juego. Más tarde, comentó en una entrevista, que la historia de Dreamfall necesario "un enfoque amplio de Hollywood" a la música y no se arrepintió de haber una orquesta en vivo para llevarla a cabo (en lugar de utilizar el rendimiento sintetizado). Willett también señaló que debido a la premisa totalmente nuevo y de forma más cinematográfica de la narración en Dreamfall, pocas veces había considerado como la música de The Longest Journey como inspiración.
The Original Soundtrack Dreamfall fue lanzado en agosto de 2006. Contiene la música original para orquesta compuesta por Leon Willett para el juego, así como varias canciones de otros músicos, incluyendo al líder de sonido del juego Simon Poole y diseñador de audio director Morten Sorlie. Fue nominada en la categoría de Mejor Videojuego de Puntuación en los 2006 MTV Video Music Awards, pero finalmente perdió ante The Elder Scrolls IV: Oblivion puntuación. La música más importante en el juego, aparece en el menú principal y en los dos primeros tráileres de juegos, es una combinación de dos pistas ( "Dreamfall Theme" y "Kian's Theme"). El tema final es "Faith", un tema largo 2:40 minutos, seguidos de seis minutos de silencio, después de que un ruido de estática, y la frase "Buscar abril Ryan ... salvarla! (una frase clave del juego) puede ser escuchado. Otros temas importantes son "Lana y Maud" (oído en el Café de Fringe en Newport) y "Rush" (desde Casablanca hacia el final del juego).

## Original Soundtrack (68:36)
1. "Dreamfall Theme / Tibet Monastery" 2:39
2. "The Hospital Room" (vocals by Vivi Christensen) 2:23
3. "Casablanca" 3:41
4. "Jiva" 2:25
5. "Reza's Apartment" 3:49
6. "Northlands Forest" 3:13
7. "Newport" 2:59
8. "The Underground City" 2:40
9. "Marcuria" 2:44
10. "Meeting April Ryan / April's Theme" 2:22
11. "Necropolis" 1:49
12. "Sadir" 3:17
13. "WATI Corp" 6:04
14. "The Swamplands" 3:15
15. "Kian's Theme" 2:54
16. "Zoë's Theme" (bonus track) 1:28
17. "St. Petersburg" (by Simon Poole) 2:00
18. "The Factory" (by Simon Poole) 1:12
19. "Lana and Maud" (edit by Slipperhero) 2:09
20. "Clay" (edit by Octavcat) 2:36
21. "Rush" (by Ingvild Hasund) 3:16
22. "Faith" (by Morten Sørlie) 9:31

## Magnet EP
1. "Be With You" 5:34
2. "My Darling Curse" 4:26
3. "El marcapasos" 5:01
4. "Nada duele ahora" 3:44

## Argumento
Algo está afectando a nuestro mundo: interferencias estáticas afectan a la tecnología, y algunos creen que está relacionado con una presencia fantasmal que solo unos pocos han visto. Una presencia que habita en una casa negra con un entorno glacial. Zoë comenzará la búsqueda de un amigo perdido, y descubrirá que hay un mundo mágico detrás del nuestro. Ha comenzado la búsqueda de la única persona que puede ayudar a Zoë a desenmaranar la peligrosa red en la que se ha enredado: April Ryan.

## Personajes

### April Ryan
Hace diez años, April Ryan fue a un viaje que cambió el curso de la historia. Una década más tarde, la inocente niña ha crecido hasta convertirse en una mujer desilusionada, atrapada en un mundo que nunca consideró su hogar. April creció hasta que finalmente dejó esa vida pasada detrás de ella, pero ella está a punto de descubrir que el destino tiene un modo de regresarla en el tiempo...

### Zoë Castillo
Es una chica de 20 años que vive con su padre Gabriel en Casablanca. Recientemente, tomó un descanso de su grado de bioingeniería y trata de averiguar qué quiere de su vida. Pero ahora está envuelta en una conspiración que la llevará en un peligroso viaje a través de este mundo -y otros- y por primera vez en su vida, ella tendrá que tomar una oportunidad y comprometerse en algo...
Busca a su exnovio, Reza, que está metido en el caso de April Ryan, la muchacha que desapareció hace 10 años. Un día viaja a la ciudad de April y allí queda inconsciente debido al ataque de una muchacha que antes la atacó, y despertó en un mundo de magia y fantasía.

### Kian Alvane
Kian sirve a sus amantes, sin lugar a dudas. Su misión es la destrucción de esas vidas consideradas indignas de las demás. Ahora que está a punto de embarcarse en un viaje que a su vez impugnará su fe, y que le hará volver a pensar en lo que siempre había creído...

### Brian Westhouse
Brian Westhouse es un ex periodista, ha vivido en Marcuria desde que en 1933 Cortés lo envió allá (Nunca más pudo volver a Stark). April se topa con él (En the longest journey). Cuando Cortés envió a April a Arcadia, le dijo fuese a ver Brian cuando quisiese volver. Para encontrarlo, se ha de descubrir su apodo ("El hombre rodante", porque se monta alrededor de la ciudad en bicicleta), April consigue un trabajo como repartidora del vendedor de Mapas y así consigue encontrar a Brian.

## Escenarios
- STARK: Casablanca (casa de Zoë), Estados Unidos (Newport, Venice), Japón y Russia (San Petersburgo)
- ARCADIA: Marcuria, Pueblo Oscuro, Pantano, ...